# Exotela tatrica
Exotela tatrica är en stekelart som beskrevs av Griffiths 1967. Exotela tatrica ingår i släktet Exotela och familjen bracksteklar. Inga underarter finns listade i Catalogue of Life.